# Twilight (nothingmanのアルバム)
『twilight』（トワイライト）は、nothingmanの自主制作のミニアルバム。2008年7月に発売。

## 概要
- 自主制作のミニアルバムで、発売時は店頭などでも購入可能だったが、現在は公式サイトのウェブショップ限定で購入可能。
- 価格は1000円(税込)[1]。

## 収録曲
（全曲作詞: 宮下浩 / 作曲: nothingman）
1. 太陽
  - 1stDEMO「太陽/water」に収録。
2. monster
3. water
  - 1stDEMO「太陽/water」に収録。
4. 受け継がれる歌
5. twilight
  - 3rdミニアルバム『会いにいく』にも収録されている。